# Казуми Цубота
Казуми Цубота (јап. 坪田 和美; 23. јануар 1956) бивши је јапански фудбалер.

## Каријера
Током каријере је играо за Јанмар Дизел.

## Репрезентација
За репрезентацију Јапана дебитовао је 1981. године. За тај тим је одиграо 7 утакмица.

## Статистика
| Јапан  | Јапан   | Јапан  |
| Година | Наступи | Голови |
| ------ | ------- | ------ |
| 1981.  | 5       | 0      |
| 1982.  | 0       | 0      |
| 1983.  | 1       | 0      |
| 1984.  | 1       | 0      |
| Укупно | 7       | 0      |